# Massimiliano Guidetti
Massimiliano Guidetti (Como, 28 agosto 1976) è un allenatore di calcio ed ex calciatore italiano, di ruolo attaccante.

## Biografia
È il figlio di Mario Guidetti, ex calciatore professionista con un passato in Serie A negli anni settanta e ottanta tra Como, Vicenza, Napoli e Verona.
Conta 68 presenze e 25 gol con lo Spezia in Serie B e 114 presenze e 28 gol in Serie C1, ancora con Spezia, Lumezzane, Padova, Cremonese, Reggiana e Pergocrema.

## Caratteristiche tecniche
Seconda punta, mancino di piede, rapida nei movimenti e dotata del senso del goal, era in grado di svariare su tutto il fronte dell'attacco senza dare punti di riferimento agli avversari. Giocatore dotato di buona tecnica individuale e del senso della posizione, che gli permetteva di sfruttare le sue doti da opportunista. Nel suo repertorio rientrava un buon dribbling che gli permetteva spesso di scartare i difensori e all'occorrenza il portiere, nonché specializzato nel tiro a pallonetto. Era anche molto abile nei tiri al volo sia da dentro che da fuori area.

## Carriera

### Giocatore
La sua carriera comincia all'età di sedici anni tra i dilettanti. È la Dufour Varallo la sua prima squadra, con i neroverdi dimostra le sue doti da goleador. Dopo un paio di stagioni di ambientamento alla nuova categoria, realizza tra il 1994 e il 1997 ben 63 reti in 89 presenze. Si trasferisce nel 1997, a 21 anni, tra i professionisti in Serie C2 con la Biellese dove realizza 32 reti in 95 presenze.
Scaduto il contratto, viene notato dal Lumezzane che milita in serie C1. Ottime le sue prestazioni, tanti i gol che lo consacrano come uno dei migliori attaccanti della categoria. I 31 gol sono il suo biglietto da visita per il Padova dove rimane per una sola stagione prima di approdare in Liguria alla corte di mister Antonio Soda.
Nel 2004 passa allo Spezia dove nelle stagioni 2004-2005 e 2005-2006 si laurea capocannoniere della Serie C1 - Girone A grazie a 19 e 15 reti. Nel golfo della Spezia vive forse i momenti più intensi della sua carriera. Con la maglia rossa numero 11, il bomber segnò il momentaneo 1-2 di Juventus-Spezia, nell'ultima partita della Serie B del 2006-2007, che permise allo Spezia di andare ai play-out (la partita finì poi a 2-3). Con i liguri ottiene la promozione in Serie B che mancava al club da più di mezzo secolo e vince la Coppa Italia di Serie C segnando il gol decisivo nell'1-1 nella finale di ritorno contro il Frosinone. Famosa è la sua doppietta nel derby contro il Genoa, gol pesanti che permetteranno allo Spezia di precedere la diretta concorrente alla vittoria finale del campionato.
Molto positivo il suo impatto con la nuova categoria, (l'esordio tra i cadetti avviene l'11 settembre 2006 in occasione di Spezia-Cesena 1-1) con le sue prestazioni si ingrazia il pubblico bianconero e in poco tempo diventa una bandiera dello Spezia fino a guadagnarsi la meritata fascia da capitano. Famoso il canto intonato dalla Curva Ferrovia "Massimiliano dacci una mano".
A causa del fallimento societario dello Spezia non può rinnovare il contratto ed è costretto a scendere di categoria per vestire la maglia della Cremonese fino al 2010 quando si trasferisce alla Reggiana. Nell'estate del 2011 consegue il patentino di allenatore Uefa B. Nella stagione 2011-2012 di Prima Divisione passa al Pergocrema. Il 26 luglio 2012, passa al Borgosesia.
Dopo due stagioni in Valsesia nel 2014 approda al Gozzano.
Il 4 gennaio 2015 con la società cusiana vince la Coppa Italia di Eccellenza Piemontese segnando l'unico gol della partita nella finale disputata e vinta a Granozzo con Monticello presso il Centro Sportivo di Novarello contro gli Orizzonti United. In campionato vince il titolo di capocannoniere con 36 reti, la sua miglior stagione dal punto di vista realizzativo e viene promosso in Serie D.

### Allenatore
Il 20 giugno 2016, dopo essersi ritirato dal calcio giocato, diventa il nuovo vice allenatore del Südtirol, andando ad affiancare William Viali.
Dopo aver trascorso una stagione con la formazione Primavera del Novara, come allenatore in seconda di Giacomo Gattuso, il 14 giugno 2018 viene promosso, con lo stesso ruolo, in prima squadra, ritrovando così William Viali. Nel 2020 segue Gattuso nel suo nuovo incarico sulla panchina del Como e il 10 settembre 2022, a seguito delle dimissioni del tecnico, fa il suo esordio come capo allenatore ad interim, guidando i lariani nella partita valida per il 5º e 6º turno del campionato di Serie B 2022-2023.
Segue Viali all'Ascoli, al Cosenza e alla Reggiana.

## Statistiche

### Presenze e reti nei club
| Stagione              | Squadra               | Campionato            | Campionato | Campionato | Coppe nazionali | Coppe nazionali | Coppe nazionali | Coppe continentali | Coppe continentali | Coppe continentali | Altre coppe | Altre coppe | Altre coppe | Totale | Totale |
| Stagione              | Squadra               | Comp                  | Pres       | Reti       | Comp            | Pres            | Reti            | Comp               | Pres               | Reti               | Comp        | Pres        | Reti        | Pres   | Reti   |
| --------------------- | --------------------- | --------------------- | ---------- | ---------- | --------------- | --------------- | --------------- | ------------------ | ------------------ | ------------------ | ----------- | ----------- | ----------- | ------ | ------ |
| 1992-1993             | Dufour Varallo        | CND                   | 8          | 3          | CI-D            | ?               | ?               | -                  | -                  | -                  | -           | -           | -           | 8+     | 3+     |
| 1993-1994             | Verbania              | CND                   | 3          | 0          | CI-D            | ?               | ?               | -                  | -                  | -                  | -           | -           | -           | 3+     | 0+     |
| 1994-1995             | Dufour Varallo        | CND                   | 29         | 17         | CI-D            | ?               | ?               | -                  | -                  | -                  | -           | -           | -           | 29+    | 17+    |
| 1995-1996             | Dufour Varallo        | CND                   | 30         | 26         | CI-D            | ?               | ?               | -                  | -                  | -                  | -           | -           | -           | 30+    | 26+    |
| 1996-1997             | Dufour Varallo        | CND                   | 30         | 20         | CI-D            | ?               | ?               | -                  | -                  | -                  | -           | -           | -           | 30     | 20+    |
| Totale Dufour Varallo | Totale Dufour Varallo | Totale Dufour Varallo | 9          | 66         |                 | ?               | ?               |                    | -                  | -                  |             | -           | -           | 97+    | 66+    |
| 1997-1998             | Biellese              | C2                    | 31         | 5          | CI-C            | ?               | ?               | -                  | -                  | -                  | -           | -           | -           | 31+    | 5+     |
| 1998-1999             | Biellese              | C2                    | 31         | 8          | CI-C            | ?               | ?               | -                  | -                  | -                  | -           | -           | -           | 31+    | 8+     |
| 1999-2000             | Biellese              | C2                    | 33         | 19         | CI-C            | ?               | ?               | -                  | -                  | -                  | -           | -           | -           | 33+    | 19+    |
| Totale Biellese       | Totale Biellese       | Totale Biellese       | 94         | 32         |                 | ?               | ?               |                    | -                  | -                  |             |             |             | 94+    | 32+    |
| 2000-2001             | Lumezzane             | C1                    | 34         | 12         | CI-C            | ?               | ?               |                    | -                  | -                  | -           | -           | -           | 34+    | 12+    |
| 2001-2002             | Lumezzane             | C1                    | 28         | 12         | CI-C            | ?               | ?               | -                  | -                  | -                  | -           | -           | -           | 28+    | 12+    |
| 2002-2003             | Lumezzane             | C1                    | 23         | 7          | CI-C            | ?               | ?               | -                  | -                  | -                  | -           | -           | -           | 23+    | 7+     |
| Totale Lumezzane      | Totale Lumezzane      | Totale Lumezzane      | 85         | 31         |                 | ?               | ?               |                    | -                  | -                  |             | -           | -           | 85     | 31     |
| 2003-2004             | Padova                | C1                    | 28         | 11         | CI-C            | ?               | ?               | -                  | -                  | -                  | -           | -           | -           | 28+    | 11+    |
| 2004-2005             | Spezia                | C1                    | 34         | 19         | CI-C            | 11              | 5               | -                  | -                  | -                  | -           | -           | -           | 45     | 24     |
| 2005-2006             | Spezia                | C1                    | 33         | 15         | CI+CI-C         | 1+2             | 0+?             | -                  | -                  | -                  | SP-C1       | 2           | 0           | 38     | 17     |
| 2006-2007             | Spezia                | B                     | 33+2       | 11         | CI              | 1               | 0               | -                  | -                  | -                  | -           | -           | -           | 36     | 11     |
| 2007-2008             | Spezia                | B                     | 35         | 15         | CI              | 1               | 0               | -                  | -                  | -                  | -           | -           | -           | 36     | 15     |
| Totale Spezia         | Totale Spezia         | Totale Spezia         | 137        | 60         |                 | 16              | 5+              |                    | -                  | -                  |             | 2           | 0           | 155    | 66+    |
| 2008-2009             | Cremonese             | C1                    | 28         | 6          | CI+CI-LP        | 1+6             | 0+2             |                    | -                  | -                  | -           | -           | -           | 35     | 8      |
| 2009-2010             | Cremonese             | C1                    | 29+3       | 10         | CI+CI-LP        | 3+?             | 1+?             | -                  | -                  | -                  | -           | -           | -           | 35+    | 11+    |
| Totale Cremonese      | Totale Cremonese      | Totale Cremonese      | 60         | 16         |                 | 10+             | 3+              |                    | -                  | -                  |             | -           | -           | 70+    | 19+    |
| 2010-2011             | Reggiana              | C1                    | 28         | 6          | CI-LP           | 1               | 0               | -                  | -                  | -                  | -           | -           | -           | 29     | 6      |
| 2011-2012             | Pergocrema            | C1                    | 27         | 6          | CI-LP           | 3               | 0               | -                  | -                  | -                  | -           | -           | -           | 30     | 6      |
| 2012-2013             | Borgosesia            | D                     | 32         | 23         | CI-D            | 3               | 4               | -                  | -                  | -                  | -           | -           | -           | 35     | 27     |
| 2013-2014             | Borgosesia            | D                     | 29         | 23         | CI-D            | 2               | 1               | -                  | -                  | -                  | -           | -           | -           | 31     | 24     |
| Totale Borgosesia     | Totale Borgosesia     | Totale Borgosesia     | 61         | 46         |                 | 5               | 5               |                    | -                  | -                  |             | -           | -           | 66     | 51     |
| 2014-2015             | Gozzano               | E                     | 33         | 36         | CI-E            | 7               | 7               | -                  | -                  | -                  | -           | -           | -           | 40     | 43     |
| 2015-2016             | Gozzano               | D                     | 30         | 15         | CI-D            | 3               | 1               | -                  | -                  | -                  | -           | -           | -           | 33     | 16     |
| Totale Gozzano        | Totale Gozzano        | Totale Gozzano        | 63         | 51         |                 | 6               | 0               |                    | -                  | -                  |             | 10          | 8           | 73     | 59     |
| Totale carriera       | Totale carriera       | Totale carriera       | 684        | 325        |                 | 44+             | 21+             |                    | -                  | -                  |             | 2           | 0           | 730+   | 347+   |

## Palmarès

### Club

#### Competizioni nazionali
- Lega Pro Prima Divisione: 1

Spezia: 2005-2006
- Coppa Italia Serie C: 1

Spezia: 2004-2005
- Supercoppa di Lega di Serie C1: 1

Spezia: 2006

#### Competizioni regionali
- Eccellenza Piemonte-Valle d'Aosta: 1

Gozzano: 2014-2015